# 6월 30일 경기장
6월 30일 경기장(아랍어: ملعب 30 يونيو, 영어: 30 June Stadium)은 카이로에 위치한 경기장으로, 주로 축구 경기에 사용되며 육상 경기에도 가끔 사용된다. 이집트 방공군에 의해 지어졌으며, 경기장은 방공체육촌의 주 경기장이다. 경기장은 30,000명을 수용할 수 있으며 이집트 프리미어 리그의 경기장 중 하나이다. 이집트 프리미어리그 측 피라미즈 FC의 홈구장이다.

## 사건사고
2015년 2월 8일, 카이로의 두 클럽인 자말레크 SC와 ENPPI의 리그 경기 도중 이집트 경기장 입구에서 경찰과 대치하던 중 28명의 축구 팬들이 사망했다.